# Гайдуцька республіка Міята Томіча
Гайду́цька республіка Міята Томіча (Hajdučka Republika Mijata Tomića) — самопроголошена віртуальна держава в Боснії та Герцеговині.
Республіка не має сепаратистських амбіцій.

## Географічне положення
Вона розташований між горами Врана і Чврсніца, посеред природного парку Блідіньє в Західній Герцеговині.
Вона охоплює трикутник від найвищої вершини гори Вран над каплицею св. Анте аж до перехрестя Рисовац — Кеджара.

## Основні дані
Заснована 29 червня 2002 року в день Діви Грабовчевої. Її назвали на честь герцеговинського гайдука Міята Томіча, який переховувався в сусідніх печерах.
Штаб-квартира розташована в мотелі Гайдуцькій Пущі, власниця якого є єдиною правителькою цієї мікродержави.

## Історія
Після війни в Боснії та Герцеговині місцева економіка, зокрема зимовий туризм, почала відновлюватися. Проблеми виникли, коли власник мотелю спробував підключити електрику, але через спірні території між трьома муніципалітетами (Посуш'є, Томиславград і Ябланиця) отримував відмови з поясненням юрисдикції інших муніципалітетів. Внаслідок цього протестний проєкт перетворив мотель на одне з найпопулярніших туристичних місць Західної Герцеговини.

## Цікавинки
- Проєкт привернув увагу хорватських, боснійських та сербських ЗМІ (Slobodna Dalmacija, Nezavisne, Gracija, Svet, Dnevni avaz та інші), а згодом і турецьких інформаційних агентств.
- У 2009 році У ДТП загинув правитель цієї республіки Вінко Вукоя Ластвіч.[2] Новою харамбаші (harambašica) стала його дочка Марія Вукоя Ластвіч, яка відтоді успішно керує республікою.
- З 2010 року У 2008 році на честь першого харамбаші Республіки проводиться меморіальний Off Road Rally Vinko Vukoja Lastvić.[3][4]